# Акутан (Аляска)
Акутан (англ. Akutan) — місто (англ. city) в США, в окрузі Східні Алеутські острови штату Аляска. Населення — 1589 осіб (2020).

## Географія
Розташоване на острові Акутан, який належить до групи Лисячих островів, яка своєю чергою розташована в східній частині Алеутского архіпелагу. Акутан розташоване за 56 км на схід від міста Уналашка і за 1233 км на північний захід від Анкориджа. Взимку нерідкі сильні вітри та шторм, а влітку  — тумани.
Акутан розташований за координатами 54°8′18″ пн. ш. 165°47′27″ зх. д. / 54.13833° пн. ш. 165.79083° зх. д. (54.138196, -165.790810).  За даними Бюро перепису населення США в 2010 році місто мало площу 48,91 км², з яких 35,82 км² — суходіл та 13,09 км² — водойми. В 2017 році площа становила 383,07 км², з яких 170,81 км² — суходіл та 212,26 км² — водойми.

### Клімат
Місто знаходиться у зоні, котра характеризується кліматом полярних пустель. Найтепліший місяць — серпень із середньою температурою 11,9 °C (0 °F). Найхолодніший місяць — лютий, із середньою температурою -0,3 °С (0 °F).
| Клімат Акутана          | Клімат Акутана | Клімат Акутана | Клімат Акутана | Клімат Акутана | Клімат Акутана | Клімат Акутана | Клімат Акутана | Клімат Акутана | Клімат Акутана | Клімат Акутана | Клімат Акутана | Клімат Акутана | Клімат Акутана |
| Показник                | Січ.           | Лют.           | Бер.           | Квіт.          | Трав.          | Черв.          | Лип.           | Серп.          | Вер.           | Жовт.          | Лист.          | Груд.          | Рік            |
| Середній максимум, °C   | 2,7            | 2,9            | 4              | 4,9            | 7,8            | 10,9           | 13,8           | 14,9           | 12,2           | 8,5            | 5,9            | 3,9            | 7,7            |
| Середня температура, °C | 0,3            | 0,3            | 1,3            | 2,4            | 5,2            | 8,2            | 10,8           | 11,9           | 9,3            | 5,7            | 3              | 1,4            | 4,9            |
| Середній мінімум, °C    | −2,2           | −2,4           | −1,4           | −0,3           | 2,6            | 5,5            | 7,8            | 8,7            | 6,4            | 2,9            | 0,1            | −0,9           | 2,2            |
| Норма опадів, мм        | 185            | 161            | 137            | 88             | 101            | 63             | 56             | 68             | 132            | 182            | 172            | 200            | 1546           |
| Днів з опадами          | 21             | 20             | 20             | 17             | 17             | 14             | 13             | 14             | 18             | 23             | 23             | 23             | 223            |
| Днів зі снігом          | 11,3           | 10,1           | 8,6            | 4,5            | 0,3            | 0              | 0              | 0              | 0              | 0,4            | 4,8            | 9              | 49             |
| ----------------------- | -------------- | -------------- | -------------- | -------------- | -------------- | -------------- | -------------- | -------------- | -------------- | -------------- | -------------- | -------------- | -------------- |
| Джерело: Weatherbase    |                |                |                |                |                |                |                |                |                |                |                |                |                |

## Демографія

### Перепис 2010
Згідно з переписом 2010 року, у місті мешкало 1027 осіб у 40 домогосподарствах у складі 23 родин. Густота населення становила 21 особа/км².  Було 44 помешкання (1/км²).
Расовий склад населення:
| - 43,3 % — азіатів - 23,3 % — білих - 17,9 % — чорних або афроамериканців - 5,5 % — корінних американців - 1,5 % — вихідців з тихоокеанських островів - 3,9 % — осіб інших рас |

До двох чи більше рас належало 4,7 %. Частка іспаномовних становила 20,8 % від усіх жителів.
За віковим діапазоном населення розподілялося таким чином: 1,7 % — особи молодші 18 років, 95,0 % — особи у віці 18—64 років, 3,3 % — особи у віці 65 років та старші. Медіана віку мешканця становила 44,1 року. На 100 осіб жіночої статі у місті припадало 333,3 чоловіків;  на 100 жінок у віці від 18 років та старших — 343,0 чоловіків також старших 18 років.
Середній дохід на одне домашнє господарство  становив 39 300 доларів США (медіана — 24 750), а середній дохід на одну сім'ю — 56 229 доларів (медіана — 61 250). Медіана доходів становила 26 172 долари для чоловіків та 23 542 долари для жінок. За межею бідності перебувало 16,1 % осіб, у тому числі 0,0 % дітей у віці до 18 років та 28,0 % осіб у віці 65 років та старших.
Цивільне працевлаштоване населення становило 864 особи. Основні галузі зайнятості: виробництво — 91,4 %, публічна адміністрація — 2,5 %, роздрібна торгівля — 1,9 %.

### Перепис 2000
За даними перепису 2000 року населення міста становило 713 осіб. Расовий склад: корінні американці (15,71 %), білі (23,56 %), афроамериканці (2,10 %), азіати (38,57 %), населення островів Тихого океану (0,28 %), представники іншої раси (18,23 %), представники двох і більше рас (1,54 %). Частка осіб латиноамериканського походження всіх рас  — 20,76 %.
Частка осіб у віці молодше від 18 років  — 3,1 %; осіб від 18 до 24 років  — 11,1 %; осіб від 25 до 44 років  — 48,2 %; осіб від 45 до 64 років  — 36,2 % та осіб старших за 65 років  — 1,4 %. Середній вік населення  — 40 років. На кожні 100 жінок припадає 334,8 чоловіків.
З 34 домашніх господарств в 20,6 %  — виховували дітей віком до 18 років, 32,4 % представляли собою подружні пари, які спільно проживають, в 14,7 % сімей жінки проживали без чоловіків, 47,1 % не мали родини. 38,2 % від загального числа сімей на момент перепису жили самостійно, при цьому 2,9 % склали самотні літні люди у віці 65 років та старші. В середньому домашнє господарство ведуть 2,21 осіб, а середній розмір родини  — 3,00 осіб.
Середній дохід на спільне господарство  — $33 750; середній дохід на сім'ю  — $43 125. Середній дохід чоловіка  — $13 988; середній дохід жінки  — $23 750; середній дохід на душу населення  — $12 258.

## Економіка та транспорт
Економіка Акутана заснована на комерційній переробці риби та морепродуктів. Єдиними засобами пересування є човни, гідролітаки та гелікоптери.

## Пам'ятки
З визначних пам'яток містечка можна згадати каплицю св. Олександра Невського, яка була побудована 1918 року на місці більш старої будівлі 1878. 1980 року каплиця була додана в Національний реєстр історичних місць США. 